# Aphodius rectus
Aphodius rectus là một loài bọ cánh cứng trong họ Scarabaeidae. Loài này được Motschulsky miêu tả khoa học năm 1866.